# A Change of Seasons
A Change of Seasons è il primo EP del gruppo musicale statunitense Dream Theater, pubblicato il 19 settembre 1995 dalla East West Records.

## Descrizione
Contiene l'omonima A Change of Seasons, una suite moderna della durata di oltre 23 minuti e suddivisa in sette movimenti. Il brano, il cui testo è stato interamente scritto dal batterista Mike Portnoy, doveva originariamente far parte del secondo album in studio del gruppo, Images and Words, ma, in comune accordo con il produttore Derek Oliver, i Dream Theater decisero di non includerlo nell'album, con l'intenzione di pubblicarlo in futuro in un EP.
L'EP è inoltre la prima pubblicazione con il tastierista Derek Sherinian, il quale ha riarrangiato e modificato le parti di tastiera del brano omonimo originariamente composte da Kevin Moore. Il brano include anche alcuni campionamenti provenienti dal film L'attimo fuggente e dal poema di Robert Herrick, To the Virgins, to Make Much of Time. L'EP contiene inoltre quattro brani registrati dal vivo presso il Ronnie Scott's Jazz Club di Londra durante un concerto in cui i Dream Theater eseguirono esclusivamente cover dei loro artisti preferiti.
Sebbene la durata del disco sia di 57:30 (di fatto maggiore di quella dei primi due album del gruppo), questo viene identificato come un EP per volontà stessa della band. Secondo Mike Portnoy, poiché il disco contiene solo un brano inedito, seguito da alcune cover, era importante per loro e per la casa discografica «che non venisse percepito come il loro ultimo disco in studio». Per questo motivo, A Change Of seasons viene sempre indicato a parte nella discografia della band e non viene conteggiato tra gli album.

## Tracce
1. A Change of Seasons – 23:06 (testo: Mike Portnoy – musica: Dream Theater)

- Plus Additional "Seasonings": Dream Theater - Uncovered

1. Funeral for a Friend/Love Lies Bleeding – 10:48 (Elton John, Bernie Taupin) – originariamente interpretata da Elton John
2. Perfect Strangers – 5:33 (Ritchie Blackmore, Roger Glover, Ian Gillan) – originariamente interpretata dai Deep Purple
3. The Rover/Achilles Last Stand/The Song Remains the Same – 7:28 (Jimmy Page, Robert Plant) – originariamente interpretata dai Led Zeppelin
4. The Big Medley – 10:33

## Formazione
Gruppo
- James LaBrie – voce
- John Petrucci – chitarra
- John Myung – basso
- Derek Sherinian – tastiera
- Mike Portnoy – batteria

Produzione
- David Prater – produzione, missaggio
- Dream Theater – produzione
- David Rosenthal – programmazione aggiuntiva della tastiera
- Doug Oberkircher – missaggio
- Ted Jensen – mastering

## Classifiche
| Classifica (1995) | Posizione massima |
| ----------------- | ----------------- |
| Finlandia         | 17                |
| Germania          | 50                |
| Paesi Bassi       | 39                |
| Stati Uniti       | 58                |
| Svezia            | 13                |